# Archidiecezja Tours
Archidiecezja Tours – archidiecezja Kościoła rzymskokatolickiego w środkowej Francji. Powstała w III wieku jako diecezja Tours, w V wieku stała się archidiecezją. Lokalny arcybiskup jest zarazem metropolitą Tours. W 2001 papież Jan Paweł II kreował kardynałem Jeana Honoré, będącego arcybiskupem seniorem Tours.